# Egészséges Fejbőr
Az Egészséges Fejbőr magyar nemzeti rock zenekar. Az együttes 1986-ban alakult meg.

## Történet
Az Egészséges Fejbőr a Flúgos Futam nevű ska zenét játszó együttes néhány tagjából alakult meg. A csapat nevét az első basszusgitáros, Csucsu találta ki. Néhány tagcserét követően, 1986 augusztusára kialakult a zenekar „klasszikus” felállása, amely egészen 1988-ig, az együttes története első fejezetének lezártáig létezett.
- Zorán – gitár, ének[1]
- Czimmer – basszusgitár
- Hauke – billentyű
- Vörös – dob

Ebben a felállásban készült el az első demó 1988. május 3 –4-én.
1988-ban rövid ideig szünet következett, két tag külföldre távozott, helyettük Zala (dob) és Appa (gitár) érkezett vendégzenészként, így 1989-ben újból színpadra léphetett a zenekar. Sorozatos koncerteket követően háromra csökkent az együttes létszáma, miután Zala visszatért az Oi-Korhoz. Ekkor Appa vette kézbe a dobverőket, míg Zorán a gitárt. Vendégzenészek segítségével 1990-ben készült el az együttes második demója, mely a Skanzelizé anyagával együtt került terjesztésre.
Az együttes életében ismét szünet következett, majd 1993-ban egy hosszú stúdiómunka vette kezdetét, amely során több részletben, részben a korábban rögzített, részben az új számok felvételére került sor. Két éven keresztül, folyamatosan kerültek rögzítésre a számok, miközben több kazettát is megjelentetett az együttes az elkészült felvételekből. Ezek között volt a korábbiaktól eltérő hangzású „Rózsa Alexander és a Többiek” című anyag, amely ír kocsmazenében írt számai a későbbi koncertek új slágereivé váltak. 
1995-ben a közel 3 éves stúdiómunka eredményeként egy, az együttes addigi életét feldolgozó anyag állt össze. Ez az anyag, elsőként a hazai Oi! zenekarok közül CD-n is megjelent.
Ezt követően egyre ritkábban léptek fel, A koncerteken kialakult az együttes új alapfelállása, melyben Zorán és Czimmer mellett Vrasi (gitár) és Attila (dob) szerepelt. Az együttes új dalait (néhány korábbi szám feldolgozásával együtt) 1998-ban adta ki szintén CD-n, Csodaszarvas címmel. A korábbi Oi!, Ska, ír népzene hangzást felváltotta a nemzeti motívumokra épülő, de a rock-os és Oi!-os „beütést” megtartó zene. 
Bár az együttes időről időre feloszlott, eddig mindig újraalakult legfeljebb 1–2 éves szünetet követően. (Az együttes több mint 10 éves története során vagy 5 búcsúkoncertet adott!) A tagok több formációban szerepeltek, illetve helyettesítettek. Zorán a Skanzelizé egyik számában Vanekkel együtt énekelt mind az 1990-es demón, mind az akkori koncerteken. Czimmer a Rat Boys vendégzenészeként koncertezett, míg Zoránnal együtt a K-L Szektor együttes első anyagát készítette el. Zorán a második anyagon is énekelt. Elsősorban Budapesten és Szentendrén léptek fel, ezenkívül részt vettek a Ballagó Idő búcsúkoncertjén Győrött 1992-ben. 2006-ban ünnepelték megalakulásuk XX. évfordulóját a Magyar Szigeten.

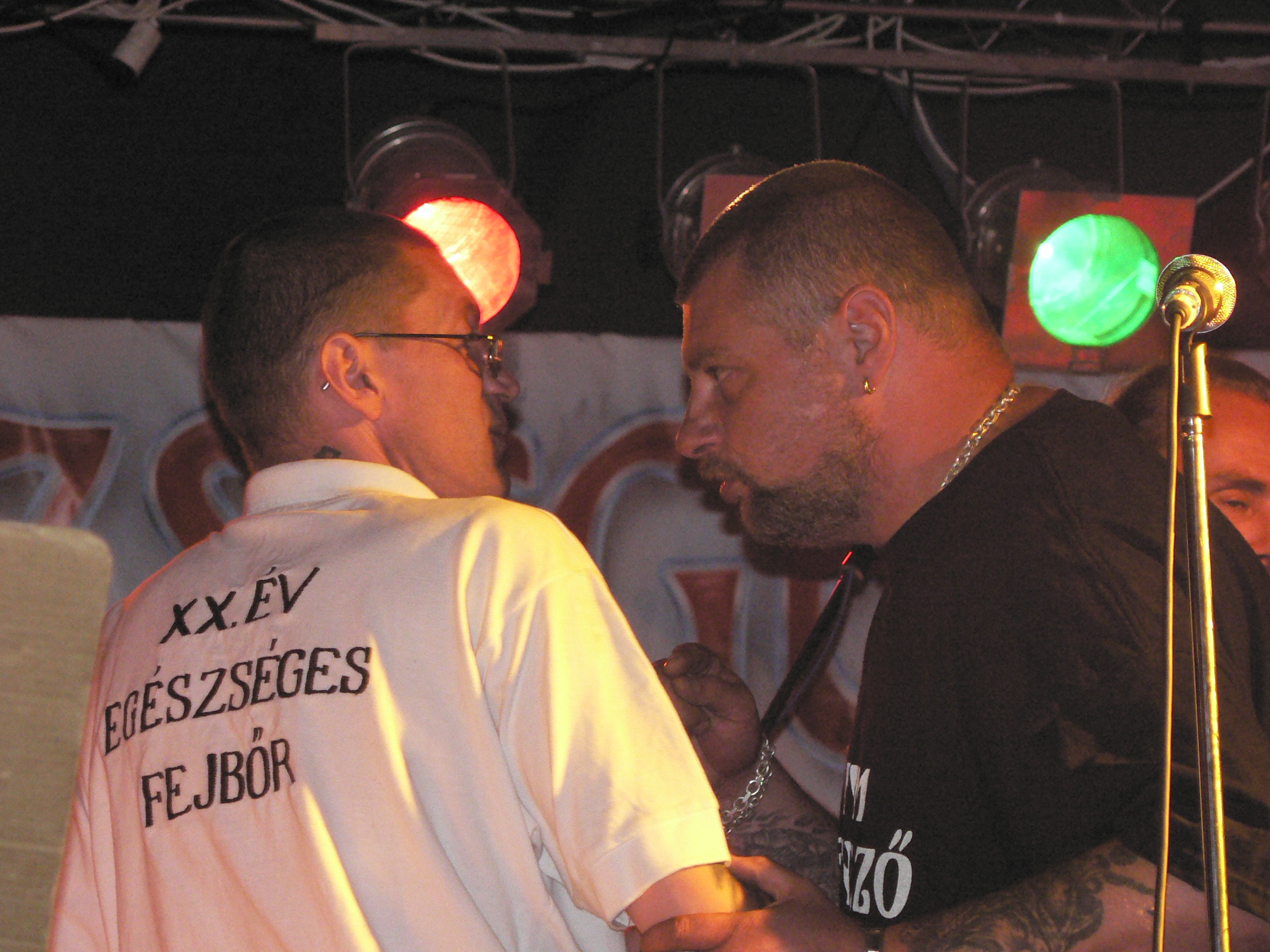
A Magyar Sziget nagyszínpadán – 2006

A zenekar váratlanul, 2009. július 24-én – a siroki koncert előtt – feloszlott. Ezzel egy nagyon jelentős magyar skinhead zenekart szűnt meg.
Azóta 2010. április 24-én Zorán "Fejbőr" néven új lemezt adott ki.
2012-ben Zorán és Czimmer újra együtt zenél, Mazula Imre hathatós közreműködésével újraéledt az Egészséges Fejbőr. Tagok Zorán – ének, Czimmer – basszusgitár, mAzu – gitár, vokál, Jucus Ka – vokál, A.S. Gibson – szólógitár és Fábián Attila Szivacs – dob. A zenekar saját kiadásban új lemezt jelentetett meg, Szóljon az OI! címmel. 2015-ben új kiadója lett a zenekarnak a Hammer Music nemzeti rock kiadvànyait kiadó Hadak Útja kiadó személyében. Elsőre két klasszikus lemez, a Kronológia és a Csodaszarvas újrakevert digi CD vàltozata, majd pedig új lemezként az Édes Földünk szép Hazànk került kiadàsra 2015-ben.

## Diszkográfia
- 1993 – Turulmadár
- 1994 – 1986–1991
- 1994 – Rózsa Alexander és a többiek
- 1995 – Kronológia
- 1997 – Születésnap
- 1998 – Csodaszarvas
- 2002 – Magyar betiltva
- 2003 – Nem adjuk fel!
- 2007 – Magyar, védd meg a hazát!
- 2007 – 20 év… – DVD
- 2008 – Múltról mesél a magyar ének
- 2012 – Szóljon az OI!
- 2015 – Kronológia – újrakevert digi CD
- 2015 – Csodaszarvas – újrakevert digi CD
- 2015 – Édes Földünk, szép Hazánk
- 2015 – Nem adjuk fel! – újrakevert digi CD
- 2015 – Múltról mesél a magyar ének – újrakevert digi CD
- 2016 – Múlt, jelen, jövő